# Chirvanchah
Chirvanchah ou Shirvanshah  (en persan : شروانشاهان, en azéri : Şirvanşah), également translittéré en Shīrwān Shāh ou Sharwān Shāh, est le titre d'origine persane utilisé par les dirigeants musulmans médiévaux de la région du Chirvan ou Shirvan, située à l'extrême nord-ouest de l'Iran historique, dans l'actuel Azerbaïdjan.
Les différentes lignées de Chirvanchahs sont également connues sous les noms de « Yazidides », « Kesranides » ou « Kasranides ». 

## Histoire
Le premier prince du Chirvan est probablement installé en 532 par le sassanide Khosro Ier, qui avait conquis le pays. Selon une tradition, le nom même du Chirvan serait lié au surnom du Grand-Roi sassanide. On ne connaît que le titre de ce prince, « Shirvanshah ou Shirwanshah », qui règne jusqu'en 579. On ignore le nom de ses successeurs à l'exception d'un certain Shahryar qui était encore au pouvoir en 642.
Après avoir conquis l'empire sassanide, les califes  établissent dans la région des gouverneurs arabes, les Mazyadides, mais il semble qu'ils laissèrent également des Chirvanchahs indigènes comme souverains titulaires. La région est même dispensée de l'impôt comme « peuple des frontières » chargé de combattre les Khazars et de protéger le territoire de l'islam.
Yazid b. Mazyad al-Shaïbani est nommé par le calife Hâroun ar-Rachîd gouverneur d'Azerbaïdjan, d'Arménie, d'Arran, de Chirvan et de Bab al-Abwâb ; il se rend indépendant du calife et renverse le Chirvanchah fantoche et fonde la dynastie yazidide. Après lui, ses fils Muhammad et Khalid, et l'un de ses petits-fils, obtiennent les mêmes commandements. Ce petit-fils, le gouverneur Muhammad b. Khalid, met à profit les troubles qui suivent le meurtre du calife Jafar al-Mutawakkil pour proclamer l'hérédité de sa fonction en 861, pendant que ses frères Al Haitham et Yazid s'établissent respectivement au Chirvan et au Layzan. Les descendants d'Al Haitham règnent sur le Chirvan jusqu'à Ali, qui est défait et capturé par les Khazars en 909-910 avant d'être confronté aux raids des Varègues sur Bakou en 913. Il est tué avec son fils et héritier Al-abbas en 918-919 par son cousin Abu Tahir Yazid II  b. Muhammad de Layzan qui s'empare du Chirvan. 
En 1026, Yazid III fait exécuter son fils aîné Anushirvan pour rébellion. La succession est disputée jusqu'à ce qu'un de ses fils, Manuchihr, établisse vers 1028 une nouvelle lignée de Chirvanchahs dite « kesranide » ou « kasranide ». On constate en effet à partir de cette époque une utilisation quasi systématique par les Chirvanshahs suivants de noms iraniens (Manuchihr, Kobadh, Bukhtnassar, Fariburz, Fereydun) à la place des noms arabes, et la revendication d’une ascendance mihranide ou sassanide.
Pendant longtemps, les historiens ont estimé qu'une dynastie locale d'origine iranienne s'était substituée à la dynastie d'origine arabe « mazyadide ». Vladimir Minorsky, bien qu'il conserve le nom de « kesranide » ou « kasranide » pour désigner les nouveaux Chirvanshahs, nuance ce point de vue et estime qu'il s'agit plutôt d'une iranisation des dynasties d'origine arabe par des unions répétées avec des familles locales revendiquant une origine pré-islamique et se réclamant de Bahran Gor ou des Sassanides. En 1378-1382, après la mort du Chirvanchah Hushang b. Kay Kawus, son parent éloigné Ibrahim Ier b. Muhammad fonde une dernière lignée qui intègre la ville de Derbent dans le Chirvan.

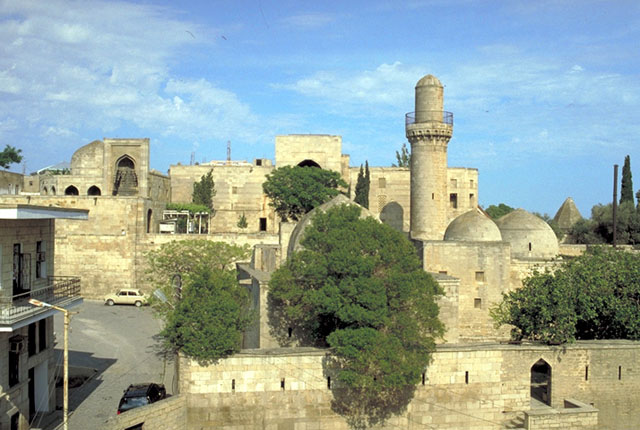
Palais des Chirvanchahs, Bakou.

Pour réussir à maintenir leur indépendance, les Chirvanchahs doivent reconnaître en permanence la suzeraineté des puissances régionales. Ils furent donc les vassaux des Seldjoukides (1067-1120), du royaume de Géorgie et de l'Atabeg Shams ed-Din Eldigüz (mort en 1175) de 1121 à 1225, des Mongols (1225-1278), du Ilkhanat de Perse (1278-1340) , des Djalayirides de Bagdad (1340-1382), des Timourides (1382-1405, des Qara Qoyunlu de 1405 à 1468, des Aq Qoyunlu de 1468 à 1502, des Séfévides de 1502-1516, de l'Empire ottoman de 1516 à 1539, des Séfévides de 1539 à 1548, et enfin à partir de 1548 de l’Empire ottoman.
En 1551, la dynastie des Chirvanchahs est définitivement déposée et le Chirvan est occupé une seconde fois par les Séfévides. À partir de 1578, la région est disputée entre la Perse et l'Empire ottoman avant d'être reconquise par les Séfévides en 1607 sous le règne de Abbas Ier le Grand. Pendant toute cette période, le Chirvan est confié à des gouverneurs ottomans puis iraniens.
La décadence de la dynastie Séfévide permet comme ailleurs dans la région à des dynastes locaux de s’établir comme « khans ». De 1721 à 1732, ils doivent néanmoins reconnaître la suzeraineté de l'Empire russe, puis de nouveau entre 1732 et 1747 celle de l'Iran.
La désintégration de la puissance iranienne en 1747 après la mort de Nader Chah permet la constitution par le clan des « Khan Tchopan » d'un Khanat de Chirvan qui perdure jusqu'à l'intégration de la région dans l'Empire russe en 1820.

## Listes

### Dynastie yazidide
- 799-801 : Yazid Ier b. Mazyad al-Shaïbani, gouverneur d'Azerbaïdjan, d'Arménie, d'Arran, de Chirvan et de Bab al-Abwâb, mort en 801.
- 801-809 : interrègne.
- 809-813 : Muhamamd Ier b. Yazid, gouverneur d'Azerbaïdjan, d'Arménie, d'Arran, de Chirvan et de Bab al-Abwâb.
- 813-835 : Khalid  al Djawad b. Yazid, mort en 843-845, gouverneur d'Azerbaïdjan, d'Arménie, d'Arran, de Chirvan et de Bab al-Abwâb.
- 835-841 : Afshin (?).
- 841-843/845 : Khalid al Djawad, rétabli.
- 845-861 : Muhammad II  b. Khalid, gouverneur d'Arménie, d'Azerbaïdjan, d'Arran et de Chirvan, réside en Arran.
- 861-880 : Al Haytham Ier b. Khalid, gouverneur du Chirvan, puis indépendant comme « Sharvan Shah ».
- 861-??? : Yazid b. Kalid, gouverneur au Layzan, puis indépendant comme « Layzan Shah ».
- 880-912 : Muhammad III b. Haytham.
- 912-913 : Al Haytham II b. Muhammad.
- 913-917/918 : Ali b. Haytham, tué avec son fils Al Abbas en 917-918.
- 918-948 : Abu Tahir Yazid II b. Muhammad b. Yazid, au Layzan, puis au Chirvan (917-918), plus tard également à Bab al-Abwâb (Derbent).
- 948-956 : Muhammad IV b. Yazid, associé au Layzan puis Chirvanchah.
- 956-981 : Ahmad b. Muhammad.
- 981-991 : Muhammad V b. Ahmad.
- 991-1027 : Yazid III b. Ahmad.

### Lignée des Kesranides
- 1028-1034 : Manuchihr Ier b. Yazid[6].
- 1034-1045 : Abou Mansur Ali II  b. Yazid.
- 1045-1049 : Kobadh b. Yazid.
- 1049-1049 : Bukhtnassar Ali b. Ahmad b. Yazid.
- 1050-1063 : Sallar b. Yazid.
- 1063-1094 : Fakhr al Din Fariburz b. Sallar b. Yazid[7].
- 1094 -1120 : Fereydun b. Fariburz, mort en 1120.
- 1094-1155 : Abou’l Mouzaffar Khaqain Akbar Manuchihr II b. Fariburz, règne conjointement avec Fereydun.
- 1121-1155 : Manuchihr III b. Fereydun[8].
- 1155-1197/1204 : Akhsatan Ier b. Manuchihr III, mort entre 1197 et 1204.
- vers 1179 : Shahanshah b. Manuchihr III, avec Akhsatan Ier jusqu'en 1204.
- vers 1187 : Fereydun II b. Manuchihr III, son frère, jusqu’en 1204.
- après 1187-1251 : Aladdin Fariburz II  b. Fereydun II, avec son père et ses oncles.
- après 1187 : Farrukhzad Ier b. Manuchihr III, avec son neveu et ses frères jusqu’en 1225.
- après 1204 : Guershasib Ier b. Farrukhzad.
- 1251-1281 : Akhsatan II b. Fariburz III.
- vers 1258 : Guershasib II ou Gushnasp b. Akhsatan II.
- 1281-1317 : Abou’l Fath Farrukhzad II b. Akhsatan II.
- 1317-1348 : Kay Qubadh.
- 1348-1372 : Kay Kawus b. Kay Qubadh.
- 1372-1378/1382 : Hushang b. Kay Kawus.

### Lignée de Derbent
- 1382-1417 : Ibrahim Ier Derbendy  b. Sultan Muhammad b. Kay Qubadh.
- 1417-1462 : Nusrat ed-din Khalil Ier b. Ibrahim[9].
- 1462-1500 : Farrukhsiyar b. Khalil[10].
- 1500-1501 : Bahram b. Farrukhsiyar.
- 1501-1502 : Ghazibeg  b. Farrukhsiyar.
- 1502-1502 : Mahmud b. Ghazi.
- 1503-1524 : Shaykh Shah Ibrahim II, oncle Mahmud b. Ghazi.
- 1524-1535 : Halillulah Khalil II b. Ibrahim II.
- 1535-1538 : Chah Rokh b. Farrukh b. Ibrahim II, tué en 1539.
- 1538-1548 : occupation par les Séfévides.
- 1548-1550 : Burhan Ali Sultan b. Khalil II, mort en  1551.
- 1550-1578 : occupations ottomane et séfévide.
- 1578-1579 : Abu Bakr Mirza b. Burhan Ali, mort en 1602.